# Prajāpati
(Rig Veda, 1, 10)

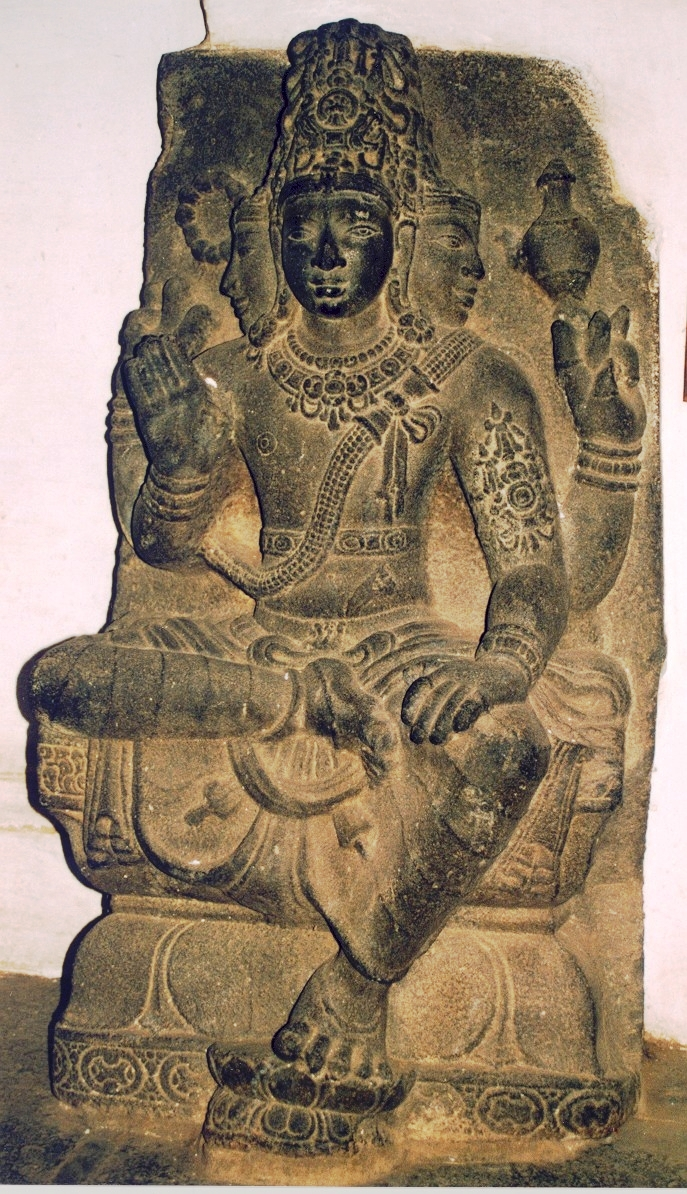
Statua di Prajapati

Nella religione vedica, Prajāpati (in sanscrito प्रजापति, Prajā-pati, "Signore delle creature") è una divinità che presiede alla creazione ed è protettore della vita. Nel Rigveda e nei Brāhmaṇa, appare come divinità creatrice e dio supremo.
Ne La letteratura e gli dèi, Roberto Calasso ricorda che Prajāpati è divinità senza nome: solo Ka, pronome interrogativo pari a Chi?, lo definisce.
Nella tradizione induista post-vedica, il dio della creazione viene in genere identificato con Brahmā, e Prajāpati diventa un appellativo collettivo riferito ai "facilitatori della creazione", ovvero gli dei e i saggi che aiutarono Brahmā a creare l'Universo. Vengono quindi definiti con tale appellativo Viśvakarmā, Agni, Indra, Dakṣa, Kaśyapa, e altri. Nella letteratura classica e medievale, Prajāpati è inoltre assimilato al concetto metafisico di Brahman.

## Etimologia
Prajāpati è composto dal sostantivo femminile sanscrito prajā qui inteso come "creatura" a anche "procreazione" e il sostantivo maschile páti qui inteso come "signore", "sovrano": quindi Prajāpati, "Signore delle creature, della procreazione".

## Prajāpati neiVeda
Nella più antica letteratura vedica, il Ṛgveda, Prajāpati compare solo quattro volte in uno dei libri (maṇḍala) recenziori, il X. In passi più antichi compare come epiteto di Soma e Savitṛ.
Nel celebre inno X,121 del Ṛgveda, noto come Ka (sanscrito, in italiano: "Chi?"), egli compare nella strofa 10 (ma forse è un'aggiunta posteriore) a dare un nome alla divinità, unica e sconosciuta, da cui tutto proviene.
(Ṛgveda, X,121,1. Traduzione di Saverio Sani in Ṛgveda. Venezia, Marsilio, 2000 pag.68-9)
(Ṛgveda, X,121,10. Traduzione di Philippe Swennen in Hinduismo antico (a cura di Francesco Sferra). Milano, Mondadori, 2010, pag.50)